# Східний Гольштейн
Східний Гольштейн (нім. Ostholstein) — історичний район у Північній Німеччині та сучасний адміністративний район у Німеччині, у складі федеральної землі Шлезвіг-Гольштейн. Адміністративний центр — місто Ойтін. Займає площу 1392,55 км2.

## Населення
Населення району становить 201 487 осіб (станом на 31 грудня 2020).

## Історія
Під час Великого переселення народів, германські племена що тут раніш мешкали, перемістилися за південний захід. В 7 ст. н. е. сюди переселилися західнослов'янські племена вагрів. У вікінгську добу морське узбережжя цього регіону інтенсивно заселялося вікінгами, про що свідчить місто Хедебю — одне з трьох історично найвідоміших торговельних оселень вікінгів на Бальтійському морі.
В 12 ст., внаслідок великого німецького переселення з району Рейна на Північ на Схід вагри змішалися з німцями і асимілювалися. Після заснування німецьких міст і сел в пізньому Середньовіччі цей регіон став місцем жорстких військових сутичок та війн між німецькими містами, в першу чергу Любеком та королівством Данія.
Під час наполеонівських війн 1799-1815, а саме після битви під Лейпцигом (1813) шведсько-російсько-прусська армія у слкладі 57.000 чоловік була переведена на північ, в район Шлезвіг-Гольштейну. На теренах сьогоднішнього Східного Гольштейну у 1813-1814 рр. зимувало козацьке військо російського імператора. Цей період у німецькій історіографії здобув назву «Козацька зима».

## Господарство
Основу еконімики складає туризм (численні морські пляжі та курортні місця) та логістика. Через Східний Гольштейн по автобану А1 проходить основний транспортний автомобільний потік між Скандинавією (Швецією та Данією) та Німеччиною і далі на Південь Європи. Найчутливішим місцем в цій транспортній артерії є транспортний міст через протоку Фемарн-Зунд, який зв'язує континентальну Німеччину з островом Фемарн та вантажно-пасажирська поромна переправа-термінал в місті Путтгарден, яка зв'язує Фемарн з узберіжжям Данії. В час суворих штормів, які тут часто трапляються, переправа і міст бувають закриті для великогабаритного транспорту. В найближчих робочих планах урядів Німеччини та Данії є початок будівництва автомобільно-залізничного тунелю через протоку Фемарн-бельт довжиною 19 кілометрів.
На території Східного Гольштейну продовжується також розбудова-продовження 4-смугового автобану А1 (який від міста Ольденбуг у напрямку до Фемарна переходить у звичайне федеральне шосе) до поромного терміналу у Путтгардені.

## Адміністративний поділ
Район складається з 18 громад (нім. Gemeinden), об'єднаних в 3 об'єднань громад (нім. Ämter).
Дані про населення наведені станом на 31 грудня 2020. Зірочками (*) позначені центри об'єднань громад.
| Самостійні міста і громади: | Самостійні міста і громади: | Самостійні міста і громади: |
| --- | --- | --------------------------- |
| - 1. Аренсбек (8329) - 2. Бад-Швартау, місто (20240) - 3. Даме (1191) - 4. Ойтін, місто (16960) - 5. Фемарн, місто (12875) - 6. Греміц (7180) - 7. Грубе (1053) - 8. Гайлігенгафен, місто (9186) - 9. Келленгузен (1156) | - 10. Маленте (10895) - 11. Нойштадт, місто (15154) - 12. Ольденбург, місто (9851) - 13. Ратекау (15093) - 14. Шарбойц (11552) - 15. Штокельсдорф (16982) - 16. Зюзель (5077) - 17. Тіммендорфер-Штранд (8679) |                             |

| Об'єднання громад: | Об'єднання громад: | Об'єднання громад: |
| --- | --- | --- |
| - 1. Лензан (8469) 1. Бешендорф (528) 2. Гармсдорф (639) 3. Дамлос (622) 4. Кабельгорст (421) 5. Лензан* (4977) 6. Мангаген (375) 7. Ріпсдорф (907) | - 2. Ольденбург-Ланд (9274) [Центр: Ольденбург] 1. Вангельс (2176) 2. Гель (1119) 3. Герінгсдорф (1092) 4. Гремерсдорф (1512) 5. Гросенброде (2196) 6. Нойкірхен (1179) | - 3. Остгольштайн-Мітте (8874) 1. Альтенкремпе (1140) 2. Зірксдорф (1608) 3. Касседорф (1459) 4. Шасгаген (2083) 5. Шенвальде-ам-Бунгсберг* (2584) |